# Cantone di Mazières-en-Gâtine
Il Cantone di Mazières-en-Gâtine era una divisione amministrativa dell'arrondissement di Parthenay.
A seguito della riforma approvata con decreto del 18 febbraio 2014, che ha avuto attuazione dopo le elezioni dipartimentali del 2015, è stato soppresso.

## Composizione
Comprendeva i comuni di:
- Beaulieu-sous-Parthenay
- La Boissière-en-Gâtine
- Clavé
- Les Groseillers
- Mazières-en-Gâtine
- Saint-Georges-de-Noisné
- Saint-Lin
- Saint-Marc-la-Lande
- Saint-Pardoux
- Soutiers
- Verruyes
- Vouhé